# Russ Fulcher

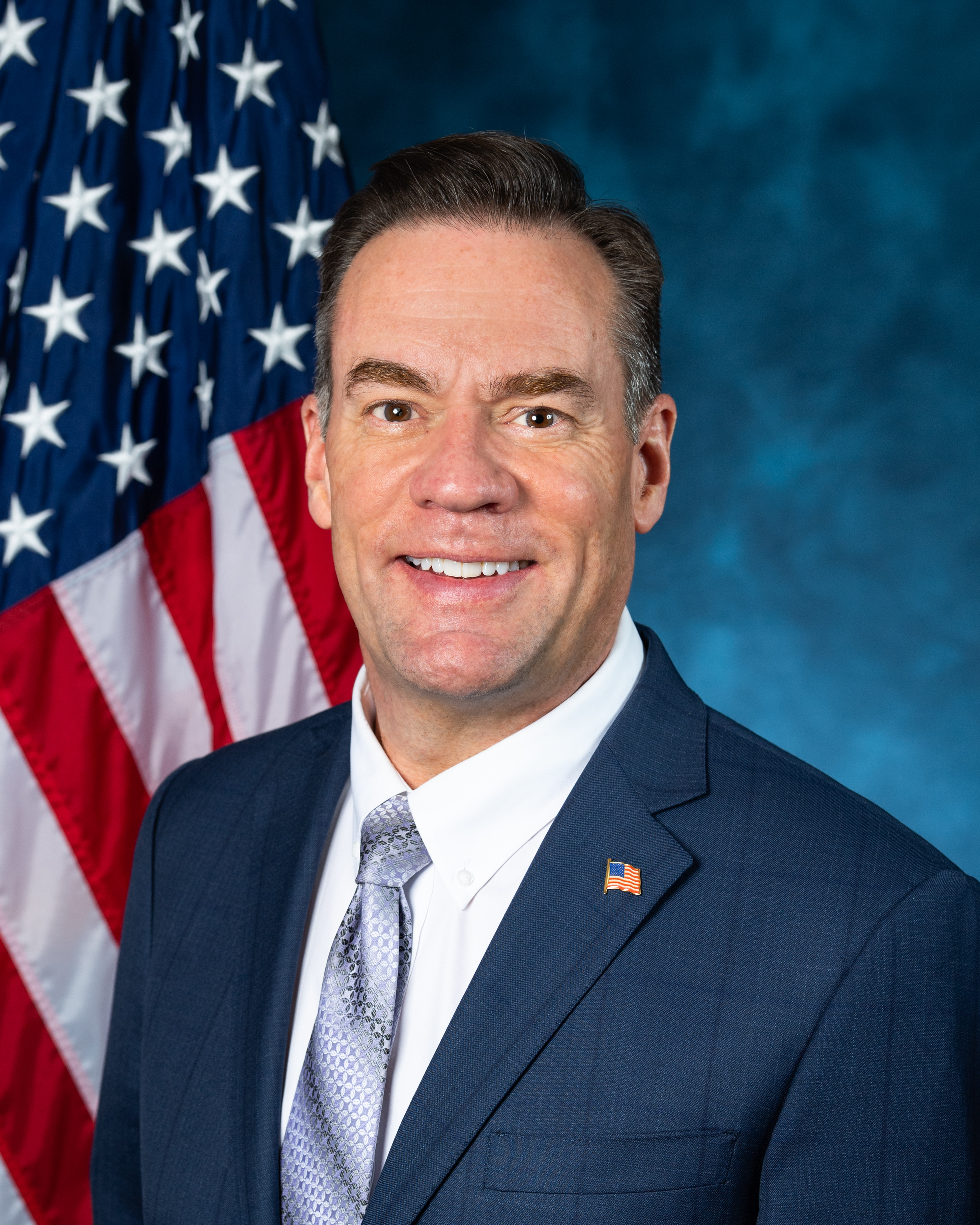
Russ Fulcher, 2019

Russell Mark „Russ“ Fulcher (* 9. März 1962 in Boise, Ada County, Idaho) ist ein amerikanischer Politiker der Republikanischen Partei und ehemaliges Mitglied des Senats von Idaho. Im November 2018 wurde er erstmals in das Repräsentantenhaus der Vereinigten Staaten gewählt. Fulcher ist Republikaner und vertritt den seit Januar 2019 den ersten Distrikt des Bundesstaats Idaho.

## Leben
Fulcher wuchs in Meridian auf und besuchte dort die Highschool. Er erwarb eine 1984 eine Bachelorgrad und 1988 eine Master of Business Administration an der Boise State University. Er arbeitete als Immobilienmakler, so wie bei Technologieunternehmen im Bereich Verkauf und Marketing.
Er ist verheiratet und hat drei Kinder.

## Politik
Fulcher war von 2009 bis 2014 Mitglied des Senats von Idaho, er wurde zweimal in seinem Mandat bestätigt. Zuletzt gehörte er den Ausschüssen für Bildung und Staatsangelegenheiten („State Affairs“) an.
2014 bewarb er sich vergeblich in den republikanischen Vorwahlen um die Nominierung seiner Partei bei der Wahl zum Gouverneur (Vereinigte Staaten) von Idaho. Er unterlag dem Amtsinhaber Butch Otter, der auch wiedergewählt wurde.
Bei der Wahl 2018 bewarb sich Fulcher den Sitz im Repräsentantenhaus von Raúl Rafael Labrador, der erfolglos als Gouverneur von Idaho kandidierte. In den republikanischen Vorwahlen wurde Fulcher mit 43,1 % der Stimmen gegen sechs andere Kandidaten gewählt. Bei der allgemeinen Wahl setzte er sich mit 63,3 % der Stimmen gegen die Demokratin Cristina McNeil durch. Seine Amtszeit begann am 3. Januar 2019.
Nach dem Sieg in der Wahl 2020 mit 67,8 % konnte er sein Amt auch im 117. Kongress ausüben. Die Primary (Vorwahl) seiner Parte für die Wahlen 2022 am 17. Mai konnte er ohne Gegenkandidaten für sich entscheiden. Er trat am 8. November 2022 gegen Kaylee Peterson von der Demokratischen Partei sowie Joe Evans von der Libertarian Party an und gewann mit 71,3 %. 2004 hatte er in der Vorwahl wieder keinen Rivalen und setzte sich in der Hauptwahl mit 71,2 % erneut gegen die Demokratin Kaylee Peterson, den Libertären Matt Loesby und dem Kandidaten Brendan J. Gomez von der Constitution Party durch. Seine aktuelle, insgesamt vierte Legislaturperiode im Repräsentantenhaus des 119. Kongresses läuft bis zum 3. Januar 2027.

### Ausschüsse
Fulcher ist aktuell Mitglied in folgenden Ausschüssen des Repräsentantenhauses:
- Committee on Education and Labor
  - Civil Rights and Human Services (Ranking Member)
  - Higher Education and Workforce Investment
- Committee on Natural Resources
  - National Parks, Forests, and Public Lands (Ranking Member)
  - Water, Oceans, and Wildlife